# Sally Nicholls
Sally Nicholls (ur. 22 czerwca 1983) – angielska pisarka literatury dziecięcej. Jej debiutancka powieść, Olivier i zeszyt z marzeniami, w 2008 roku zdobyła Waterstone’s Children’s Book Prize.

## Życiorys
Nicholls urodziła się i dorastała w Stockton-on-Tees. Uczęszczała do Great Ayton Friends' School, a po jej zamknięciu do 2001 roku uczyła się w Egglescliffe School.
Po zakończeniu szkoły wybrała się w podróż dookoła świata. Odwiedziła Australię i Nową Zelandię, pracowała także w szpitalu Czerwonego Krzyża w Japonii. Wróciła do Wielkiej Brytanii, aby w Coventry zacząć studia bachelor's degree z filozofii i literatury na University of Warwick. Uzyskawszy stopień, zapisała się na Bath Spa University, gdzie uzyskała tytuł MA (magistra) w dziedzinie literatury (ang. Writing for Young People).
Mieszka w Londynie, pisząc oraz pracując w charytatywnej organizacji.

## Publikacje
- 2008 – Olivier i zeszyt z marzeniami (Ways to Live Forever), ISBN 978-83-240-0974-9
- 2009 – Season of Secrets[4], ISBN 978-1-4071-0513-0
- 2012 – All Fall Down, ISBN 978-1-4071-2172-7
- 2014 – Shadow Girl, ISBN 978-1-78112-313-3

## Nagrody
- Orange New Voices children's prize, 2006, dla opowiadania All About Ella[5].
- Waterstone's Children's Book Prize, 2008, dla powieści Olivier i zeszyt z marzeniami[6].